# تاوسرت
الملكة توسرِت كانت آخر ملكة تحكم مصر من أسرة محلية وآخر فراعنة الأسرة التاسعة عشر. وهي مسجلة في سجل مانيتون باسم ثوُريس التي حكمت مصر لسبع سنوات، إلا أن هذا الرقم تضمن ما قارب الست سنوات التي كانت فترة حكم سي بتاح، السابق لها. ولذلك، ففترة حكمها المستقل زادت عن السنة الواحدة بقليل من (1191 إلى 1190 ق.م.) حملة أعمال الحفر التي قامت بها جامعة أريزونا المصرية، على معبدها في جورنه، اوضحت بقوة ان معبدها أُكمل وفُعل خلال حكمها وأن توسرت بدأت حكمها في العامِ التاسعِ وهذا يعنى إنها حكمت لمدة اثنين وتقريباً ثلاثة أعوام من الحكم المستقل، أقتطع مرةً واحدة ما يقرب من ستة سنوات من حكم سي بتاح.اتخذت الإسم الملكي، سـِت رع مري آمون وتعني «ابنة رع، محبوبة أمون».

## العائلة
تاريخ ميلاد الملكة توسرت غير معروف. يرجح أن الملكة توسرت قد تكون ابنة الملك مِرنبتاح، وتقريباً ابنة تاخعت ولذالك تعتبر اُخت امينميسا. تُرجح ان تكون الزوجة الثانية لستى الثانى. لا يوجد أطفال معروفين لتوسرت وستى الثانى، إلا إذا كانت مقبرة KV56 هي قبر أولاديهم.

## ملكة قرينة ووصية العرش

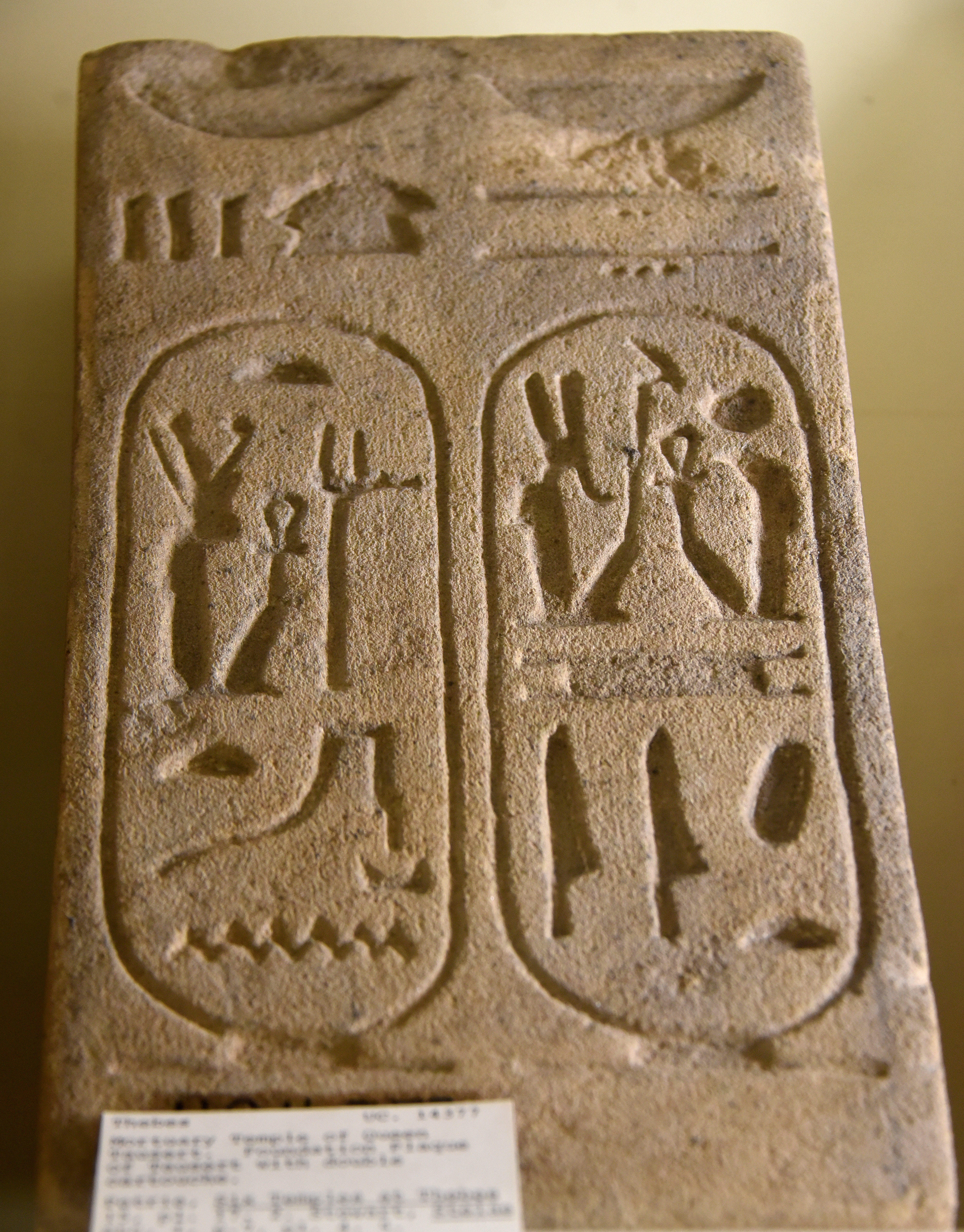
خرطوشين يحملن اسم ملكة تاوسرت في متحف بتري للآثار المصرية

يُعتقد أنها الزوجة الملكية الثانية لسيتي الثاني. لا يوجد أطفال لتاوسرت وستي الثاني، إلا إذا كانت المقبرة KV56 تمثل مكان دفن ابنتهما. تعرف ثيودور ديفيس على توسرت وزوجها في مخبأ المجوهرات الذي عثر عليه في المقبرة KV56 في وادي الملوك. واحتوت هذه المقبرة أيضًا على أشياء تحمل اسم رمسيس الثاني. لا يوجد إجماع حول طبيعة هذا القبر. اعتقد البعض أن هذه كانت مقبرة ابنة سيتي الثاني وتاوسرت، لكن آخرين (ماسبيرو) اعتقدوا أن هذه مخبأة لأشياء تنتمي في الأصل إلى مقبرة تاوسرت نفسها.
بعد وفاة زوجها، أصبحت وصية العرش الأولى لسي بتاح بالأشتراك مع المستشار باى الذي حدده البعض بإرسو الذي ذُكر في بردية هاريس. يُرجح أن سي بتاح كان ابن زوج توسرت منذ أن امه أصبحت من المؤكد معروفه الآن بأن تكون سوستجا أو شوتيراجا .

## الفرعون

### إعتلاء العرش
عندما مات سبتاح، تولت توسرت العرش رسميًا لنفسها، بصفتها "ابنة رع، سيدة تا-ميريت، توسرت موت"، وتولت دور الفرعون.
بينما أنه مُعتقد انها حكمت مصر بمساعدة المستشار باى، وثيقة تم نشرها قريباً توضح أن باى أُعدم بإوامر من الملك سي بتاح خلال السنة الخامسة من حكمِ الملكِ.
الوثيقة هي شَقفة هير من الهيروغليفية أو منقوشة على كسرة من إناء خزفى وتحتوى على تصريح للعاملين من دير المدينة على تصرُفاتِ الملك. لا يوجد سبب مباشر يوَضح لماذا تقلب سي بتاح ضد «العدو العظيم باى» كما أوضحت الشَقفة.الصفحة اليُمنى من الوثيقة تقول وبالتالى:
هذا التاريخ أُتفق تماماً مع اخر ظهور عام معروف لباى في السنةِ الرابعةِ من سي بتاح. كانت معلومات الشَقفة أمراً ملكياً أساسياً للعاملين إنهم يوَقِفوا كل الأعمال من ناحيةِ أخرى على مقبرة باى منذ إنَ الأخير أُعتبر الآن خائناً للدولة.

### نهاية الحكم
انتهى حكم توسرت خلال حرب أهليه وُثيقت في لوحة ضُنعت من وريثها ست ناخت الذي أصبح مؤسس الأسرة الحاكمة العشرون.من غير المعروف ما إذا كان ست نخت قد انقلب عليها أم أنها ماتت بسلام في عهدها؛ إذا كان الأمر كذلك، فربما يكون قد نشأ صراع بين الفصائل المختلفة في البلاط على العرش الذي انتصر فيه ست نخت.
ومع ذلك، وصف ست نخت وابنه رمسيس الثالث أواخر الأسرة التاسعة عشرة بأنها فترة الفوضى. اغتصب ست ناخت المقبرة المشتركة KV14 لستي الثاني وتوسرت، لكنه أعاد دفن سيتي الثاني في المقبرة KV15، بينما قام عمدًا بإعادة تجصيص وإعادة رسم جميع صور توسرت في المقبرة KV14 مع صوره الخاصة. قد تظهر قرارات ست ناخت هنا كراهيته وكراهيته المفترضة لتوسرت لأنه اختار إعادة دفن سيتي الثاني ولكن ليس توسرت.
قام ابن ست نخت، رمسيس الثالث، فيما بعد باستبعاد تعوسرت وحتى سبتاح من الأسرة التاسعة عشرة من قائمة مدينة هابو الخاصة بالملوك المصريين، مما أدى إلى نزع شرعيتهم في عيون المواطنين. ويبدو من الأرجح أن ست نخت قد أطاح بتوسرت من السلطة في حرب أهلية.

## اقرأ أيضا
- سيتي الثاني
- مقبرة 14